# Trofeo Las Salinas-Campos-Porreras-Felanich 2019
La 28.ª edición de la clásica ciclista Trofeo Las Salinas-Campos-Porreras-Felanich fue una carrera en España que se celebró el 31 de enero de 2019 sobre un recorrido de 176,9 km en la isla baleares de Mallorca. La carrera formó parte del primer trofeo de la Challenge Ciclista a Mallorca 2019.
La carrera formó parte del UCI Europe Tour 2019, dentro de la categoría UCI 1.1. El vencedor fue el español Jesús Herrada del Cofidis, Solutions Crédits seguido del francés Guillaume Martin del Wanty-Gobert y el neerlandés Bauke Mollema del Trek-Segafredo.

## Equipos participantes
Tomaron parte en la carrera 24 equipos: 6 de categoría UCI WorldTeam; 10 de categoría Profesional Continental; 7 de categoría Continental y la selección nacional de España. Formando así un pelotón de 169 ciclistas de los que acabaron 151. Los equipos participantes fueron:
| WorldTeams (6)- Movistar Team - Lotto Soudal - Bora-hansgrohe - Trek-Segafredo - Katusha-Alpecin - UAE Team Emirates Equipos continentales profesionales (10)- Caja Rural-Seguros RGA - Cofidis, Solutions Crédits - Euskadi Basque Country-Murias - Sport Vlaanderen-Baloise - Direct Énergie - Arkéa-Samsic - Israel Cycling Academy - Wanty-Groupe Gobert - Roompot-Charles - Rally UHC Cycling Equipos continentales (7)- EvoPro Racing - Bike Aid - Interpro Cycling Academy - Amore & Vita-Prodir - Fundación Euskadi - Team Sauerland NRW p/b SKS GERMANY - Canyon DHB p/b Bloor Homes Equipo nacional- España |
| |

## Clasificación final
- Las clasificaciones finalizaron de la siguiente forma:[3]

| \| Clasificación general \| Clasificación general \| Clasificación general \| Clasificación general \| Clasificación general \| \| Ciclista \| Ciclista \| Equipo \| Tiempo \| \| \| --------------------- \| --------------------- \| -------------------------- \| --------------------- \| --------------------- \| \| 1.º \| Jesús Herrada \| Cofidis, Solutions Crédits \| 4 h 12 min 29 s \| \| \| 2.º \| Guillaume Martin \| Wanty-Gobert \| + 11 s \| \| \| 3.º \| Bauke Mollema \| Trek-Segafredo \| + 11 s \| \| \| 4.º \| Alejandro Valverde \| Movistar Team \| + 11 s \| \| \| 5.º \| Tim Wellens \| Lotto-Soudal \| + 13 s \| \| \| 6.º \| Sergio Higuita \| Fundación Euskadi \| + 13 s \| \| \| 7.º \| Patrick Konrad \| Bora-Hansgrohe \| + 13 s \| \| \| 8.º \| Fabio Aru \| UAE Team Emirates \| + 16 s \| \| \| 9.º \| Warren Barguil \| Arkéa-Samsic \| + 16 s \| \| \| 10.º \| Rafał Majka \| Bora-Hansgrohe \| + 16 s \| \| |                    |                            |                 |
| |                    |                            |                 |
| Fuente: ProCyclingStats |                    |                            |                 |
| Clasificación general |                    |                            |                 |
| Ciclista | Ciclista           | Equipo                     | Tiempo          |
| 1.º | Jesús Herrada      | Cofidis, Solutions Crédits | 4 h 12 min 29 s |
| 2.º | Guillaume Martin   | Wanty-Gobert               | + 11 s          |
| 3.º | Bauke Mollema      | Trek-Segafredo             | + 11 s          |
| 4.º | Alejandro Valverde | Movistar Team              | + 11 s          |
| 5.º | Tim Wellens        | Lotto-Soudal               | + 13 s          |
| 6.º | Sergio Higuita     | Fundación Euskadi          | + 13 s          |
| 7.º | Patrick Konrad     | Bora-Hansgrohe             | + 13 s          |
| 8.º | Fabio Aru          | UAE Team Emirates          | + 16 s          |
| 9.º | Warren Barguil     | Arkéa-Samsic               | + 16 s          |
| 10.º | Rafał Majka        | Bora-Hansgrohe             | + 16 s          |

## UCI World Ranking
El Trofeo Las Salinas-Campos-Porreras-Felanich otorgó puntos para el UCI World Ranking para corredores de los equipos en las categorías UCI WorldTeam, Profesional Continental y Equipos Continentales. Las siguientes tablas son el baremo de puntuación y los corredores que obtuvieron puntos:
| Posición   | 1.º | 2.º | 3.º | 4.º | 5.º | 6.º | 7.º | 8.º | 9.º | 10.º | 11.º | 12.º | 13.º-15.º | 16.º-25.º |
| Puntuación | 125 | 85  | 70  | 60  | 50  | 40  | 35  | 30  | 25  | 20   | 15   | 10   | 5         | 3         |

| Clasificación |                    |                            |        |
| Posición      | Ciclista           | Equipo                     | Puntos |
| ------------- | ------------------ | -------------------------- | ------ |
| 1.º           | Jesús Herrada      | Cofidis, Solutions Crédits | 125    |
| 2.º           | Guillaume Martin   | Wanty-Gobert               | 85     |
| 3.º           | Bauke Mollema      | Trek-Segafredo             | 70     |
| 4.º           | Alejandro Valverde | Movistar                   | 60     |
| 5.º           | Tim Wellens        | Lotto Soudal               | 50     |
| 6.º           | Sergio Higuita     | Fundación Euskadi          | 40     |
| 7.º           | Patrick Konrad     | Bora-Hansgrohe             | 35     |
| 8.º           | Fabio Aru          | UAE Emirates               | 30     |
| 9.º           | Warren Barguil     | Arkéa Samsic               | 25     |
| 10.º          | Rafał Majka        | Bora-Hansgrohe             | 20     |